# Gran Premio d'Italia 1949
Il Gran Premio d'Italia e d'Europa 1949 è stato un Gran Premio di automobilismo, quinta e ultima Grande Prova della  stagione 1949.

## Qualifiche

### Risultati

Ascari su Ferrari 125

| Fila     | Pos | Pilota               | Vettura     | Tempo       |
| -------- | --- | -------------------- | ----------- | ----------- |
| I fila   | 1°  | Alberto Ascari       | Ferrari     | 2:05.0      |
|          | 2°  | Luigi Villoresi      | Ferrari     | 2:05.4      |
|          | 3°  | Giuseppe Farina      | Maserati    | 2:07.8      |
|          | 4°  | Raymond Sommer       | Ferrari     | 2:09.8      |
| II fila  | 5°  | Benedicto Campos     | Maserati    | 2:11.8      |
|          | 6°  | Toulo de Graffenried | Maserati    | 2:12.6      |
|          | 7°  | Prince Bira          | Maserati    | 2:13.0      |
|          | 8°  | Philippe Étancelin   | Talbot-Lago | 2:13.8      |
| III fila | 9°  | Clemente Biondetti   | Maserati    | 2:14.0      |
|          | 10° | Louis Rosier         | Talbot-Lago | 2:15.0      |
|          | 11° | Franco Rol           | Maserati    | 2:16.4      |
|          | 12° | Felice Bonetto       | Ferrari     | 2:16.6      |
| IV fila  | 13° | Reg Parnell          | Maserati    | 2:16.8      |
|          | 14° | Pierre Levegh        | Talbot-Lago | 2:17.4      |
|          | 15° | Cuth Harrison        | ERA         | 2:17.4      |
|          | 16° | Johnny Claes         | Talbot-Lago | 2:19.2      |
| V fila   | 17° | David Murray         | Maserati    | 2:21.4      |
|          | 18° | Peter Whitehead      | Ferrari     | 2:22.8      |
|          | 19° | Guy Mairesse         | Talbot-Lago | 2:22.8      |
|          | 20° | Eugène Chaboud       | Delahaye    | 2:23.4      |
| VI fila  | 21° | Henri Louveau        | Maserati    | 2:31.0      |
|          | 22° | Nello Pagani         | Talbot-Lago | 2:33.8      |
|          | 23° | Leslie Brooke        | Maserati    | 2:37.8      |
|          | 24° | Piero Taruffi        | Maserati    | senza tempo |

## Gara

### Risultati
| Pos | Nr | Pilota               | Vettura          | Giri | Tempo/Ritiro        |
| --- | -- | -------------------- | ---------------- | ---- | ------------------- |
| 1   | 8  | Alberto Ascari       | Ferrari 125      | 80   | 2h58:53.6           |
| 2   | 54 | Philippe Étancelin   | Talbot-Lago T26C | 79   | + 1 giro            |
| 3   | 6  | Prince Bira          | Maserati 4CLT/48 | 77   | + 3 giri            |
| 4   | 42 | Toulo de Graffenried | Maserati 4CLT/48 | 76   | + 4 giri            |
| 5   | 40 | Raymond Sommer       | Ferrari 125      | 75   | + 5 giri            |
| 6   | 44 | Cuth Harrison        | ERA Tipo C       | 75   | + 5 giri            |
| 7   | 52 | Piero Taruffi        | Maserati 4CLT/48 | 64   | + 16 giri           |
| 8   | 50 | Johnny Claes         | Talbot-Lago T26C | 62   | + 18 giri           |
| 9   | 30 | Henri Louveau        | Maserati 4CL     | 59   | + 21 giri           |
| Rit | 6  | Benedicto Campos     | Maserati 4CLT/48 | 56   | + 18 giri           |
| Rit | 28 | Eugène Chaboud       | Delahaye 135/175 | 51   | Surriscaldamento    |
| Rit | 10 | Louis Rosier         | Talbot-Lago T26C | 50   | Motore              |
| Rit | 24 | David Murray         | Maserati 4CLT48  | 47   | Incidente           |
| Rit | 56 | Pierre Levegh        | Talbot-Lago T26C | 34   | Asse posteriore     |
| Rit | 32 | Franco Rol           | Maserati 4CLT48  | 31   | Motore              |
| Rit | 22 | Guy Mairesse         | Talbot-Lago T26C | 29   | Incidente           |
| Rit | 34 | Luigi Villoresi      | Ferrari 125      | 27   | Selettore marce     |
| Rit | 4  | Giuseppe Farina      | Maserati 4CLT48  | 17   | Motore              |
| Rit | 36 | Leslie Brooke        | Maserati 4CLT/48 | 17   | Pompa della benzina |
| Rit | 16 | Felice Bonetto       | Ferrari 125      | 15   | Giunto              |
| Rit | ?  | Peter Whitehead      | Ferrari 125      | 10   | Motore              |
| Rit | 20 | Reg Parnell          | Maserati 4CLT48  | 4    | Biella              |
| Rit | 26 | Clemente Biondetti   | Maserati 4CLT    | 3    | Ritiro volontario   |
| Rit | 14 | Nello Pagani         | Talbot-Lago 700  | 2    | Motore              |